# Orfeuil
Orfeuil ist ein Ortsteil der französischen Gemeinde Semide mit  im Département Ardennes in der Region Grand Est (bis 2015 Champagne-Ardenne). Der Ort liegt im Arrondissement Vouziers im Kanton Attigny und im Gemeindeverband Argonne Ardennaise.

## Geographie
Der Weiler liegt auf dem Grat eines Bergrückens in der Trockenen Champagne, 4 Kilometer südlich von Semide und 13 Kilometer südwestlich von Vouziers.

## Geschichte
Das Gebiet um Orfeuil war während des Ersten Weltkriegs stark umkämpft und die meisten Gebäude wurden vollkommen zerstört. Der Weiler lag an der Endstation einer während des Ersten Weltkriegs von den deutschen Streitkräfte errichteten und betriebenen normalspurigen Zweigstrecke der Bahnstrecke Le Châtelet-sur-Retourne–Juniville–Vouziers mit der die Depots, Stellungen und Unterkünfte mit Munition und Nachschub versorgt wurden, sowie in der Gegenrichtung Verwundete und Gefallene Soldaten abtransportiert werden konnten.

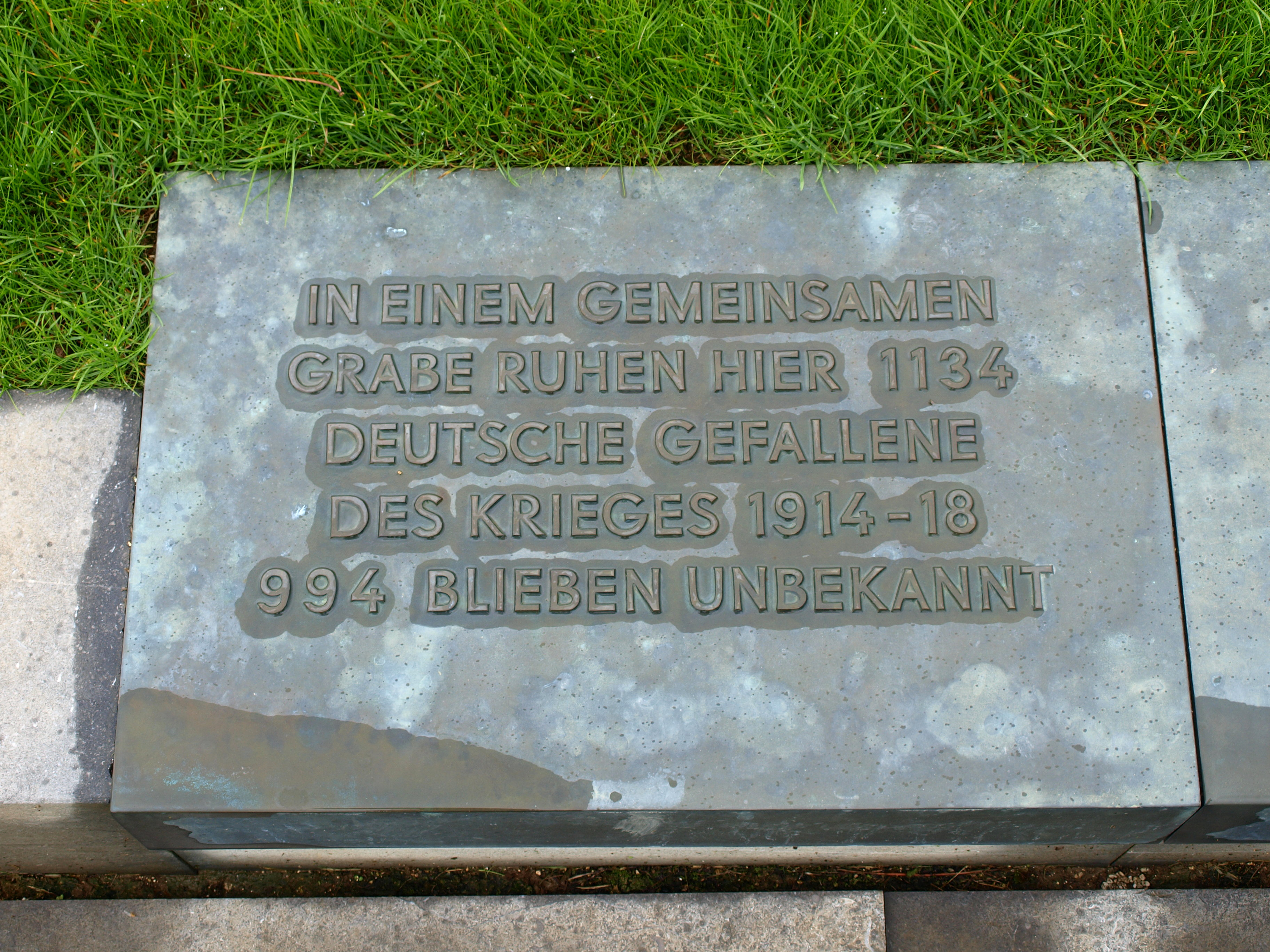
In einem gemeinsamen Grab ruhen hier 1134 deutsche Gefallene des Krieges 1914–18; 994 blieben unbekannt

An der Stelle eines Massengrabs, in dem 1342 während des Ersten Weltkriegs gefallene französische Soldaten und 1134 deutsche Soldaten beigesetzt wurden, sind heute die Nécropole nationale d'Orfeuil mit dem deutschen Gräberfeld Orfeuil.